# Ustronie (Kłodzko)
Ustronie (właściwie Ustronie Dolne; niem.: Halbendorf) – historyczna dzielnica Kłodzka, położona w północnej części miasta, na lewym brzegu Nysy Kłodzkiej. Powstała w średniowieczu jako podmiejska osada i został włączona w granice miasta w 1890 roku. Zamieszkuje ją kilkuset mieszkańców. Jako część miasta funkcjonowała do 2023 r.

## Geografia

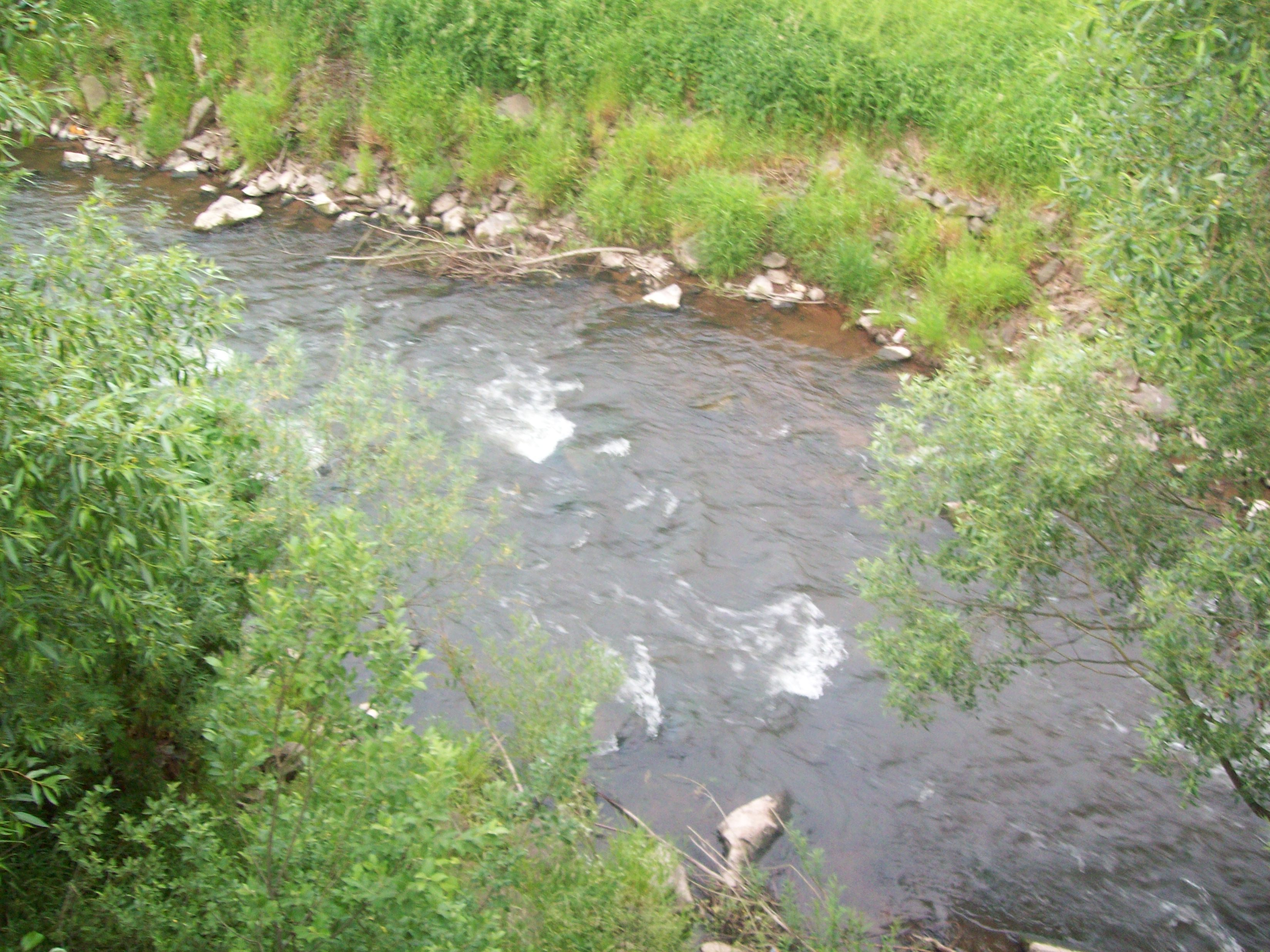
Ścinawka, stanowi północną granicę dzielnicy i miasta Kłodzka

### Położenie
Ustronie położone jest w północnej części Kłodzka. Graniczy na zachodzie z Leszczynami, na południu z osiedlem Nowy Świat (właściwie Ustroniem Górnym), na wschodzie poprzez rzekę z Jurandowem, a na północy z Gołogłowami oraz Ścinawicą w gminie Kłodzko. Od centrum miasta oddalone jest o ok. 1,8 km.

### Warunki naturalne
Ustronie położone jest na wysokości 290–320 m n.p.m., przy czym największym jego wzniesieniem jest Szpitalna Górka, znajdująca się w centrum dzielnicy. Zabudowania Ustronia ciągną się na rozległym terenie na północnym zboczu Szpitalnej Górki, łagodnie opadającym do spływu Nysy Kłodzkiej i Ścinawki. Otoczenie stanowią głównie użytki rolne, z dużym udziałem łąk i ogrodów. Występują tu dobre gleby o podłożu osadów polodowcowych. Widoczne są także ślady eksploatacji gliny ceramicznej na potrzeby cegielni.

## Historia
| 1343 | Dorf Halbendorf |
| 1351 | Halbedorf       |
| 1355 | Halbedorff      |
| 1400 | Halbendorff     |
| 1478 | Halbindorf      |
| 1748 | Halvendorf      |
| 1816 | Halbendorf      |
| 1945 | Ustronie        |

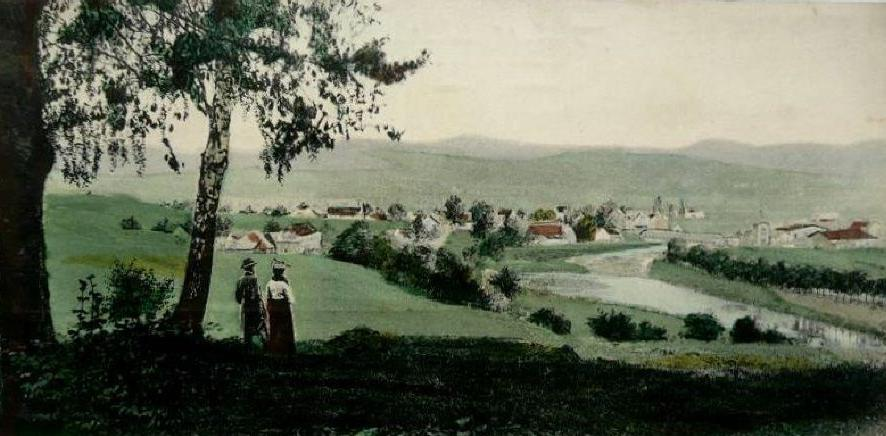
Ustronie w XIX wieku

Ustronie jest starą czeską osadą, która powstała prawdopodobnie w XII wieku. Przez cały okres związana była z pobliskim Kłodzkiem Od początku należała do parafii św. Wacława na kłodzkim zamku. Jednocześnie ze względu na bliskie sąsiedztwo z miastem wieś była wielokrotnie niszczona podczas wojen. W 1343 roku Peschke Rücker sprzedał swoją posiadłość w Ustroniu joannitom z Kłodzka za 27 marek groszy praskich. W średniowieczu istniało tutaj także wolne sędziostwo, które w 1372 roku obejmowało 9 prętów gruntów. Mieszkali także wolni chłopi. W 1381 roku sędzią był Henil Mertil. Z 1394 roku pochodzi wzmianka o istnieniu we wsi folwarku sędziowskiego, który obejmował 2,5 łana. W 1404 roku sędzia Nicols Melnik sprzedał Nicolowi Steinwitzowi 0,5 łana gruntu sędziowskiego z klauzulą wieczystej daniny w zbożu na rzecz kłodzkich franciszkanów.
Na początku XV wieku Ustronie należało do Hansa von Tschetterwanga, lecz w 1420 roku już tylko część była w posiadaniu jego córki Jadwigi. Pozostała część znajdowała się w rękach augustianów. Wieś była zamieszkiwana przez ludność słowiańską, o czym świadczą imiona i nazwiska takie jak: Pessko czy Janko. Okresowo Ustronie należały do franciszkanów, np. w 1472 roku. W końcu XV wieku praktycznie cała wieś była własnością augustianów poza wolnym sędziostwem.

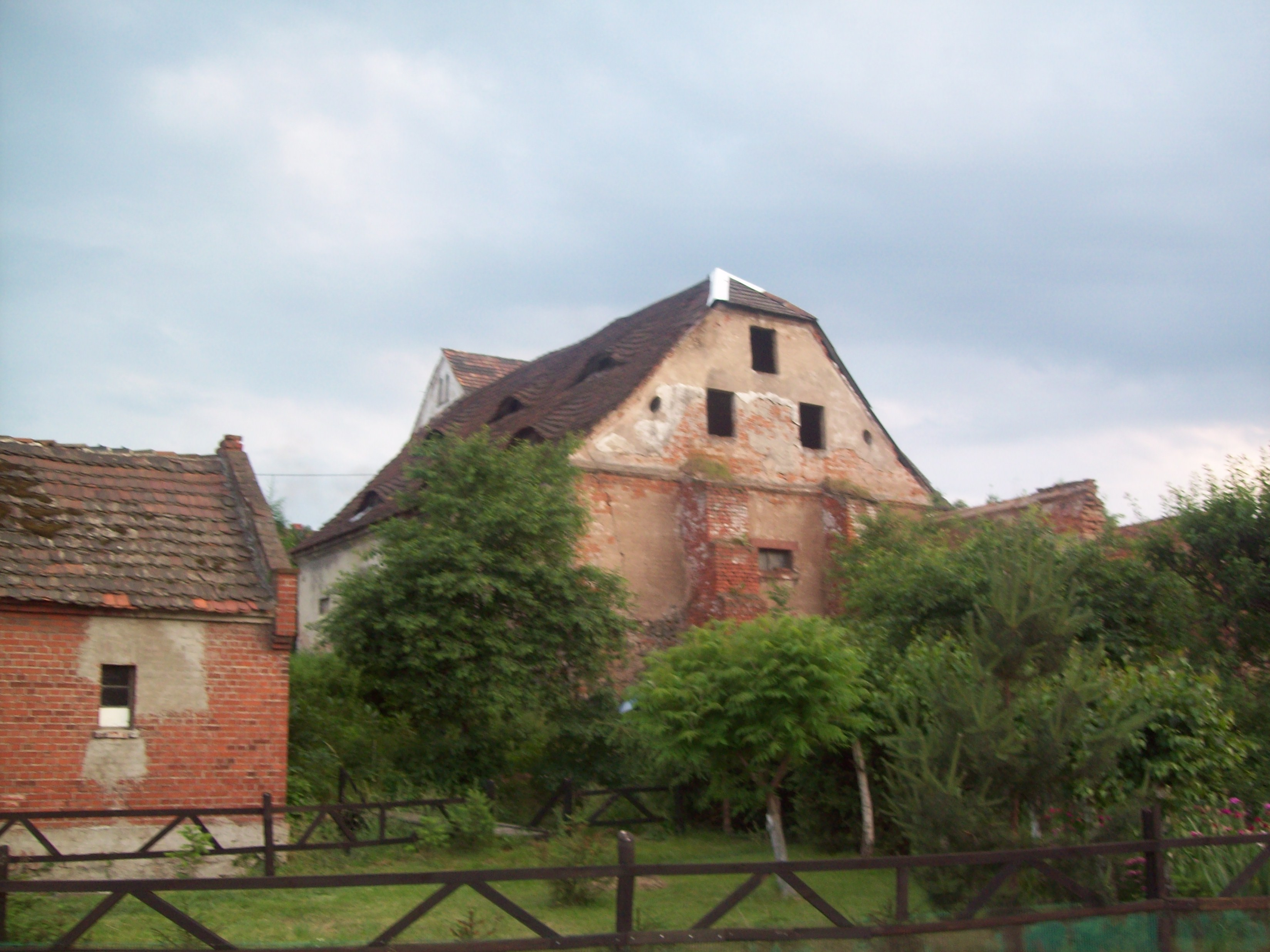
Typowa zabudowa Ustronia pochodząca z przełomu XVIII i XIX wieku

Przez cały czas zacieśniały się związki Ustronia z Kłodzkiem. W 1575 roku na zboczu Szpitalnej Górki powstała cegielnia, która produkowała głównie na potrzeby kłodzkiego kościoła farnego. W połowie XVII wieku Ustronie zamieszkiwało 9 kmieci i znajdowało się tu 27 gospodarstw. Wojna trzydziestoletnia (1630–1648) nie sprzyjała rozwojowi wsi, która prawdopodobnie w 1597 roku przeszła w posiadanie jezuitów, którzy przejęli majątki po augustianach na mocy decyzji papieża Klemensa VIII.
W 1687 roku południowa część wsi – tzw. Ustronie Górne została włączona do Kłodzka, co związane było z rozbudową twierdzy. Były to zabudowania położone na północ od Przedmieścia Ząbkowickiego.
Kolejne zmiany przyniosło nowe stulecie. Wtedy to Ustronie Dolne dzieliło się na dwie części. Jedna należąca do szpitala w Kłodzku i obejmowała 14 zagrodników oraz chałupników. Druga była własnością kolegium jezuickiego, a obejmowała 10 zagrodników oraz chałupników. W 1765 roku już cała wieś znajdowała się w rękach jezuitów. Pod koniec XVIII wieku mieszkał tutaj kmieć, 8 zagrodników i 3 chałupników-rzemieślników. Ustronie pozostało osada rolniczą, w której rozbudowie przeszkadzała rozwijająca się twierdza.

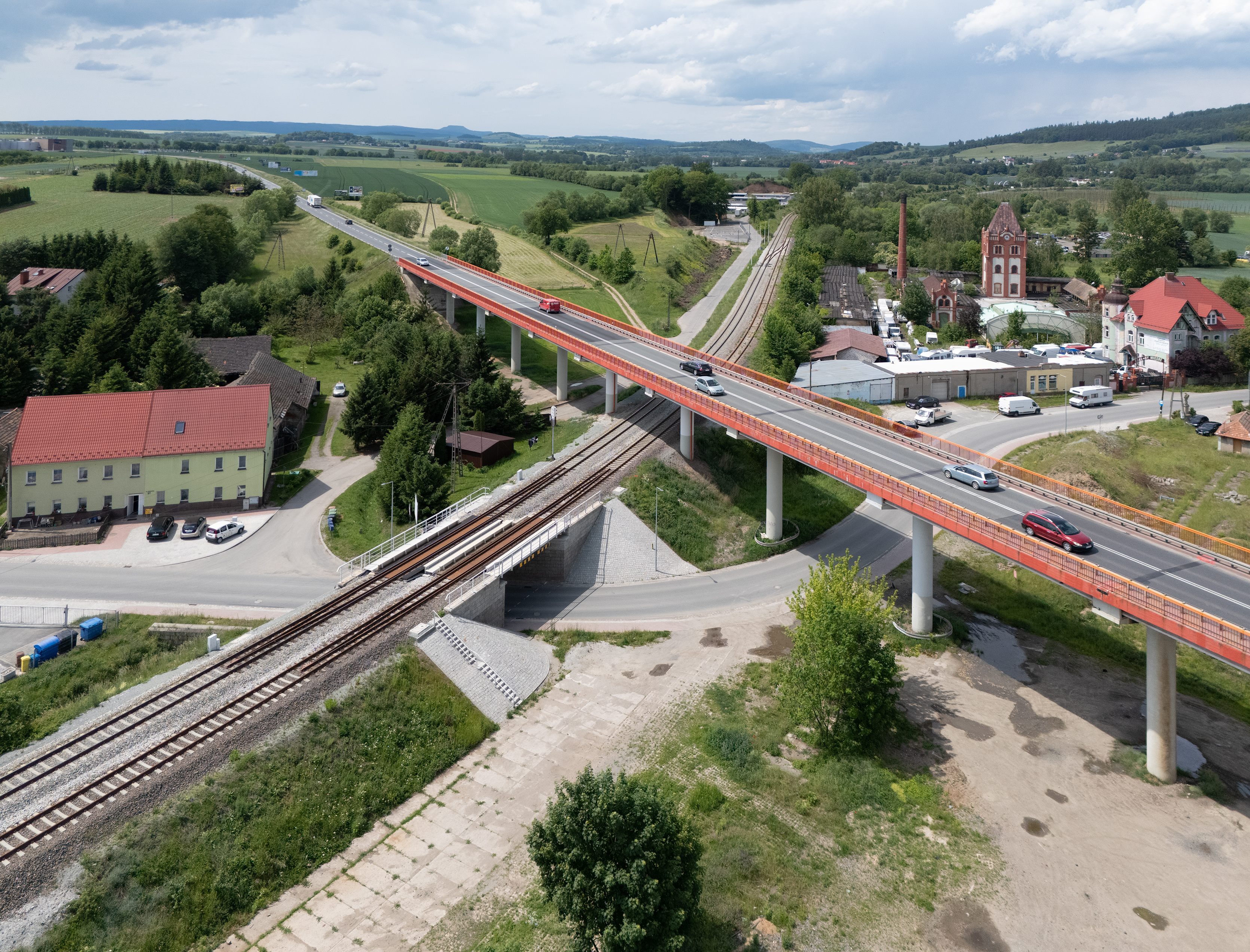
Estakada Doliny Nysy Kłodzkiej powstała w latach 80 XX wieku, przecinająca pierwotny układ osadniczy Ustronia

Ustronie zaczęło się rozrastać dopiero w 2 połowie XIX wieku, w wyniku rozwoju sąsiedniego Kłodzka. W latach 1876–1880 przez wieś przeprowadzono linię kolejową z Wałbrzycha do Kłodzka. Jej budowa wywołała zainteresowanie tymi terenami przez przemysłowców. Mimo to zachowany został rolniczy charakter osady, która w 1890 roku całkowicie została przyłączona do Kłodzka.
Po zakończeniu II wojny światowej Ustronie wraz z całym Kłodzkiem zostało przejęte przez polską administrację. Nastąpiło wysiedlenie dotychczasowych mieszkańców, na których miejsce przybyli Polacy ze wschodu. W 1958 r. podjęto decyzję o budowie nowej gazowni w Kłodzku-Ustroniu, przy ul. Fabrycznej 1. Część instalacji sukcesywnie przenoszono do Ustronia ze starego obiektu przy ul. Śląskiej 21. Wzrosła powierzchnia zajmowana przez zakłady składowe i przemysłowe. Pracy zaprzestała cegielnia. W latach 80. XX wieku na obszarze dzielnicy wybudowano północną obwodnicę Kłodzka Estakadę Doliny Nysy Kłodzkiej (ok. 800 m), dzięki której wyprowadzono częściowo ruch ciężarówek z centrum miasta. W kolejnej dekadzie zbudowano tutaj także miejską oczyszczalnię ścieków.
Podczas powodzi tysiąclecia (7/8 lipca 1997 roku) część zabudowań dzielnicy znalazła się pod wodą. Naprawa zniszczeń i usuwanie skutków tego kataklizmu trwały przez kolejne kilka lat. W latach 2008–2011 na zachodnich rubieżach Ustronia na terenie dawnego chmielnika powstało centrum handlowe Galeria Twierdza Kłodzko.

## Administracja

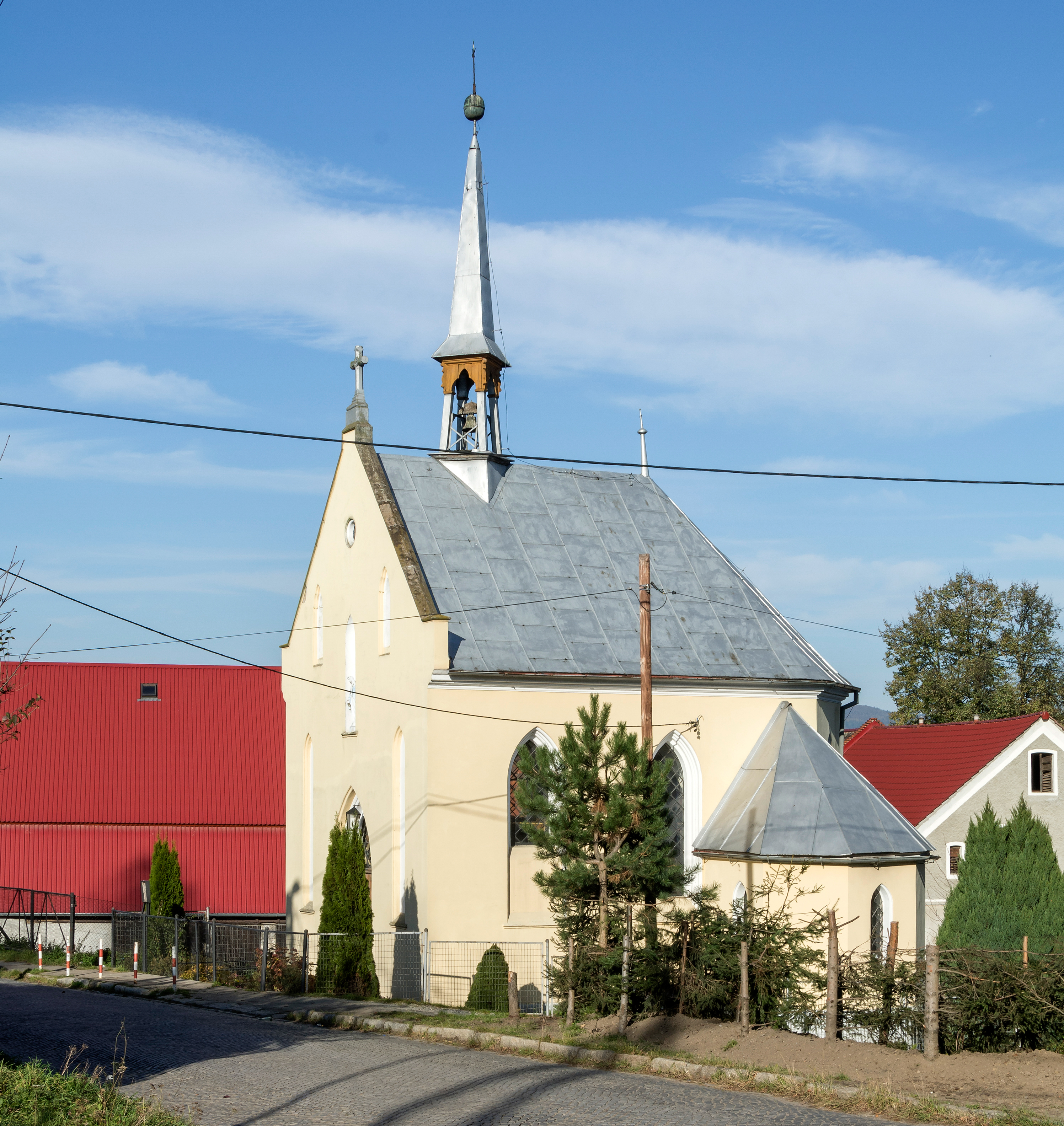
Kościół św. Ignacego na Ustroniu

Obszar Ustronia od zawsze dzielił losy polityczno-administracyjne z Kłodzkiem, zostając do niego oficjalnie włączony pod koniec XIX wieku. Po zakończeniu II wojny światowej znalazł się w granicach Polski. Ustronie weszło jako część Kłodzka w skład powiatu kłodzkiego w województwie wrocławskim. W latach 1961–1972 Ustronie było siedzibą gromady Kłodzko, nie wchodząc jednak w skład tej jednostki.
Na terenie Kłodzka nie występują pomocnicze jednostki administracyjne, takie jak: osiedla, czy dzielnice, dlatego też o większości spraw decyduje samorząd miejski, którego siedziba znajduje się w ratuszu przy pl. Bolesława Chrobrego, na Starym Mieście. Mieszkańcy wybierają do Rady Miasta pięciu radnych co 5 lat (do 2018 roku kadencja wynosiła 4 lata), tworząc okręg wyborczy nr 2, wraz z całą środkową i północno-zachodnią częścią miasta, położoną na lewym brzegu Nysy Kłodzkiej.

## Edukacja i kultura
Na Ustroniu nie istnieje żadna placówka kulturalno-oświatowa. Dzieci w wieku 7–15 lat zamieszkujące przy ul. Półwiejskiej pobierają naukę w mieszczącej się na pobliskim osiedlu Kruczkowskiego – Szkole Podstawowej nr 3 im. kpt. Betleja przy ul. Jana Pawła II 2-4. Z kolei pozostała część dzielnicy podlega pod obwód szkolny należący do Szkoły Podstawowej nr 2 im. Jana Pawła II, znajdującej się na prawym brzegu Nysy Kłodzkiej, przy ul. Zamiejskiej 24. Młodzież po jego ukończeniu szkoły podstawowej kontynuuje naukę w zdecydowanej większości w szkołach średnich położonych w centrum miasta.

## Religia

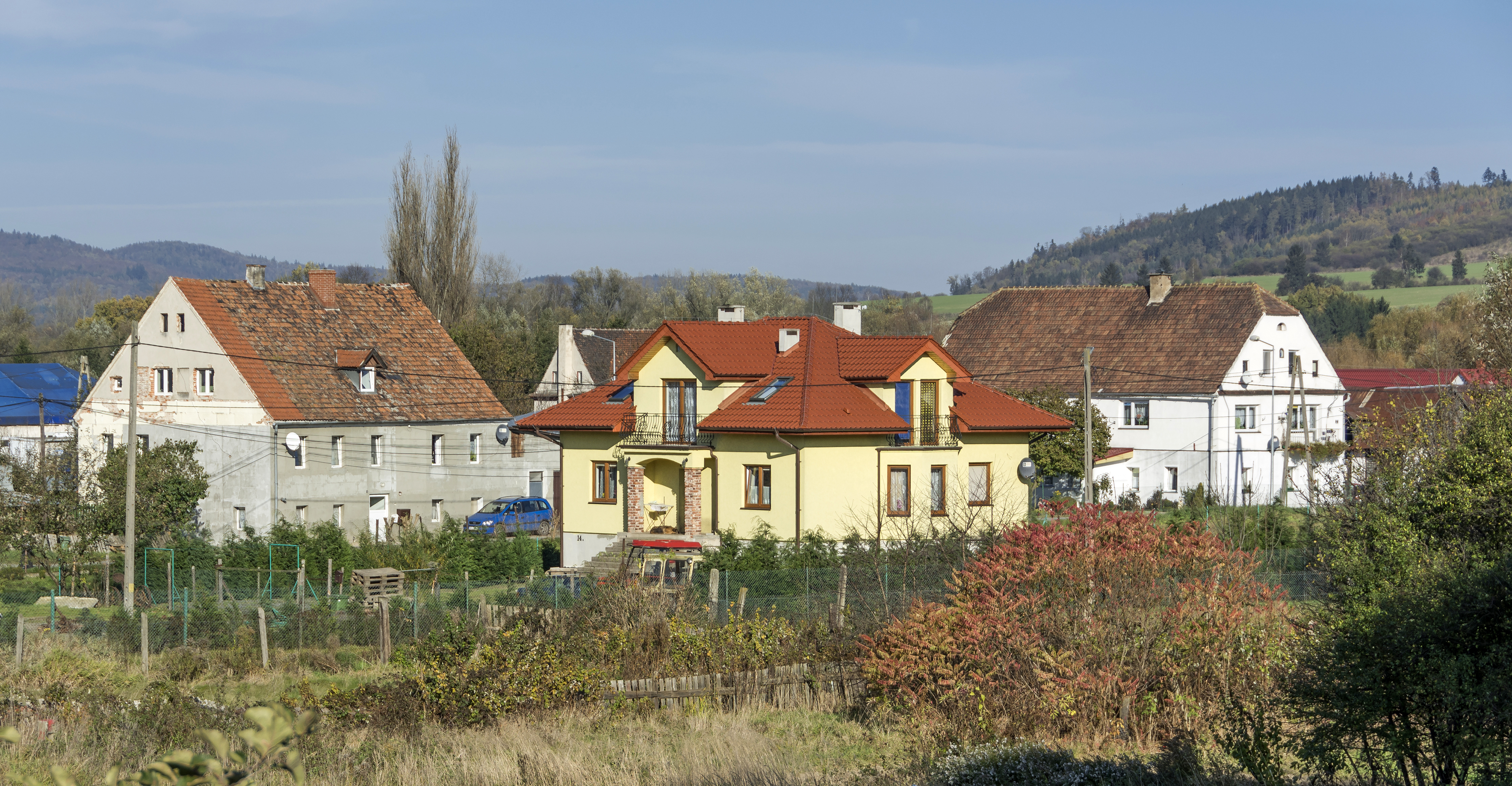
Typowa zabudowa Ustronia Dolnego

Większość mieszkańców dzielnicy stanowią wyznawcy Kościoła rzymskokatolickiego. Ustronie wchodzi w skład katolickiej parafii Wniebowzięcia Najświętszej Maryi Panny, która obejmuje swoim zasięgiem całą środkową i północno-zachodnią część miasta oraz Gołogłowy. Została ona utworzona w średniowieczu. Jej siedziba znajduje się na terenie starówki. Parafia wchodzi w skład diecezji świdnickiej i dekanatu kłodzkiego.
Na terenie dzielnicy znajduje się kościół filialny św. Ignacego Loyoli.

## Architektura i urbanistyka

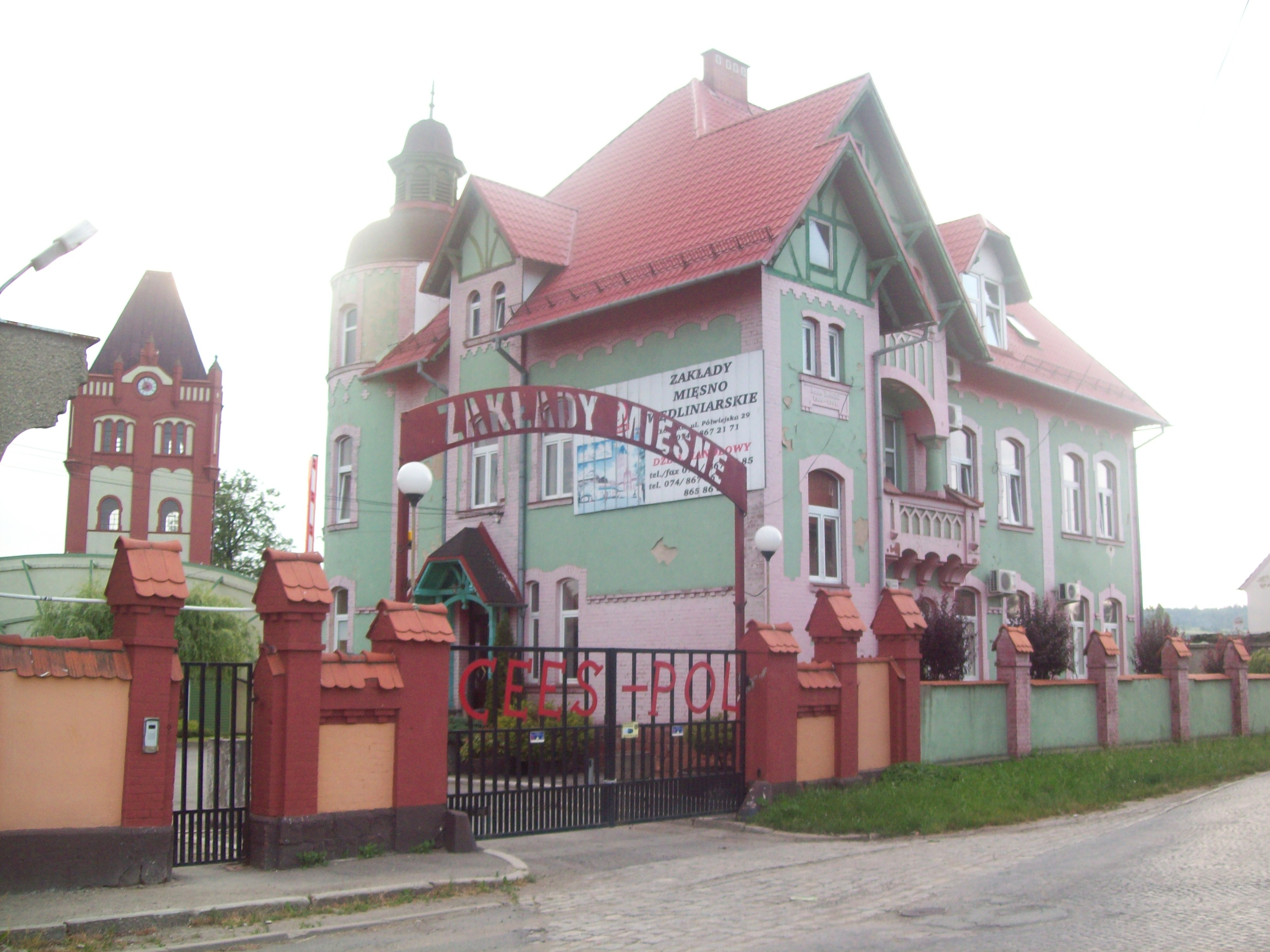
Zespół zabudowań dawnych Zakładów Mięsnych „Ceespol”

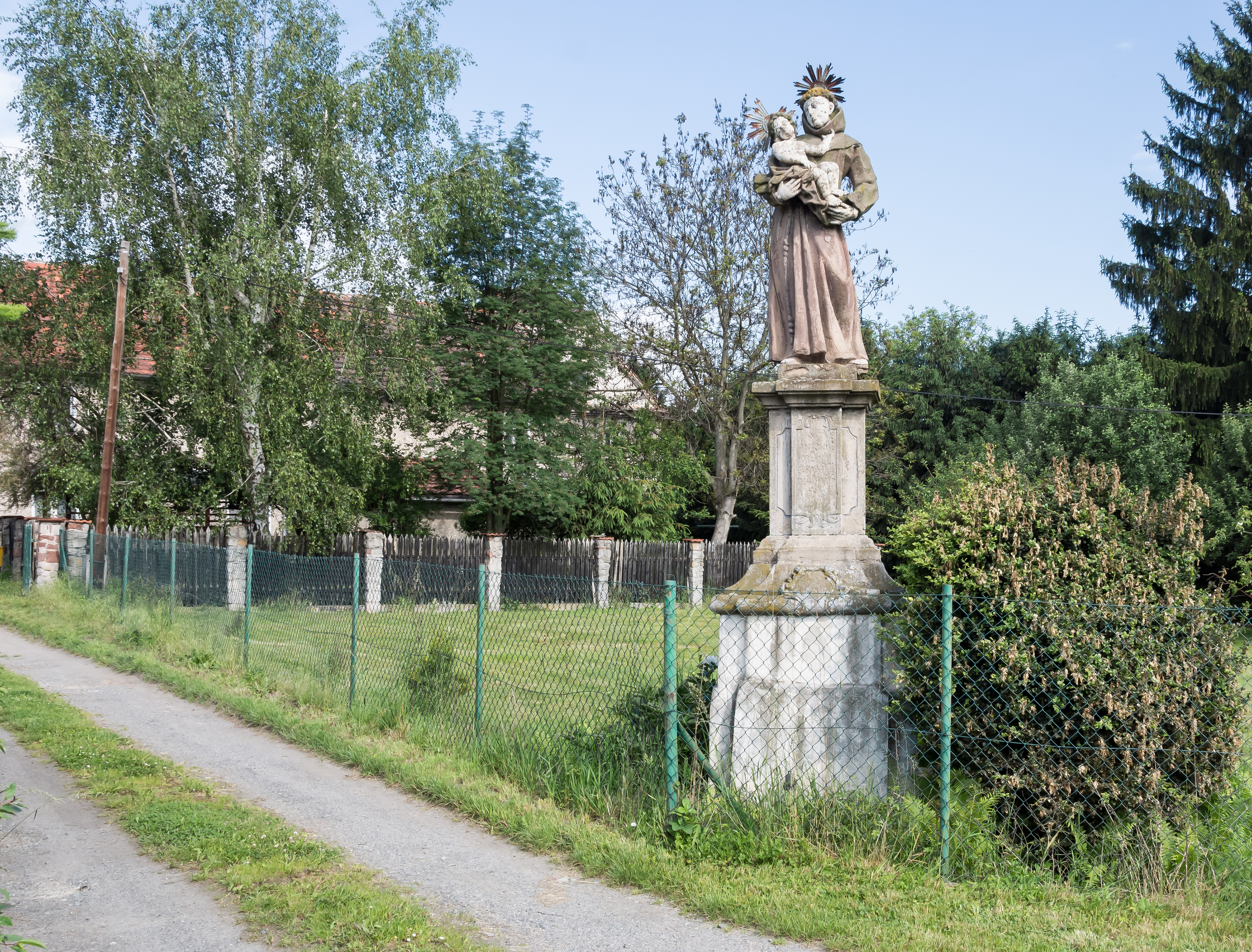
Zabytkowa figura św. Antoniego

Zabudowania Ustronia Dolnego tworzą skupione są zasadniczo wokół dwóch najważniejszych ulic: Półwiejskiej i Skośnej. Centrum osady stanowi niewielki kościół filialny św. Ignacego Loyoli. Dominuje tutaj zabudowa, której początki sięgają końca XVIII wieku, jednak większość budynków powstała w XIX i XX wieku. Sporo miejsca zajmują obiekty przemysłowe oraz magazynowo-składowe.
W skład dzielnicy wchodzi 7 ulic:
- ul. Fabryczna
- ul. Kowalska
- ul. Marszałka Józefa Piłsudskiego (część)
- ul. Noworudzka (część)
- ul. Półwiejska
- ul. Sierpowa
- ul. Skośna

Do ważniejszych zabytków znajdujących się na terenie Ustronia Dolnego zaliczyć możemy:
- kościół filialny pw. św. Ignacego Loyoli – znajduje się przy ul. Półwiejskiej, wybudowany w 1880 roku w stylu neogotyckim. Jest budowlą prostokątną z sygnaturką na dachu. Okna i portal ostrołukowe. Wewnątrz skromne wyposażenie z końca XIX wieku.
- Zespół zabudowań dawnych zakładów mięsnych – ul. Półwiejska 29. Powstał w latach 1906–1907 w stylu eklektycznym. Składa się z budynków administracji, hali produkcyjnej i wieży wodnej.
- kapliczka domowa – stoi na ul. Nadrzecznej, powstała pod koniec XIX wieku założona na planie kwadratu, nakryta daszkiem namiotowym zwieńczonym kulą z kutym krzyżykiem.
- figura Archanioła Rafała – barokowa okazała figura, stoi przy ul. Półwiejskiej. Na cokole inskrypcja zawierająca chronostych.
- Na obszarze Ustronia zachowało się sporo dawnych domów mieszkalnych i zabudowań gospodarczych z przełomu XIX i XX wieku.

## Rekreacja
Ustronie Dolne nie posiada osobnych terenów rekreacyjnych. Przy większości z domów oraz zabudowań gospodarczych znajdują się prywatne, małe ogródki działkowe. Poza tym dzieci i młodzież korzystają z placu zabaw położonego przy ulicy Skośnej. W pobliżu estakady oraz w kierunku Szpitalnej Górki znajdują się łąki. W lecie część mieszkańców wykorzystuje rzekę w celach rekreacyjnych.

## Gospodarka

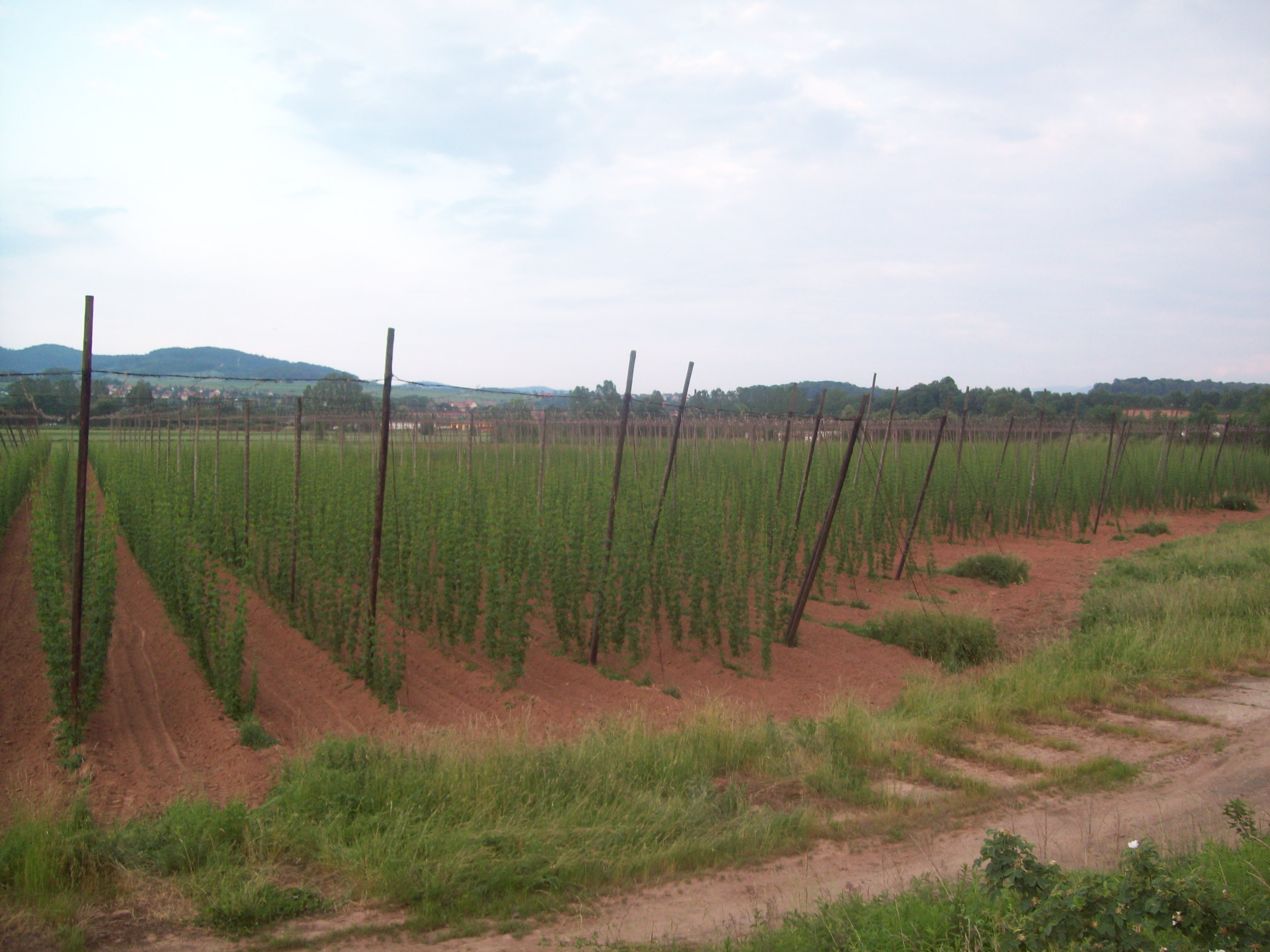
Dawny chmielnik na Ustroniu, na terenie którego powstało ok. 2010 centrum handlowe

Ustronie Dolne jest rolniczo-przemysłową dzielnicą Kłodzka. Działa tu kilka samodzielnych gospodarstw rolnych. Poza tym istnieje tutaj kilka zakładów pracy, do których należą:
- byłe Zakłady Mięsne Ceespol – ul. Półwiejska 29.
- Oczyszczalnia Ścieków – ul. Fabryczna 16.
- dawna gazownia miejska (jednostka PGNiG) – ul. Fabryczna 1.
- „Doral” Przetwórstwo Ryb – ul. Półwiejska 8.
- „Tempo” – ul. Fabryczna 2[25].

W latach 2008–2010 na wschodnich rubieżach Ustronia, na terenie dawnego chmielnika powstało duże centrum handlowe – Galeria Twierdza Kłodzko. Składa się ona z hipermarketów: Carrefour i Leroy Merlin oraz kilkunastu sklepów i salonów sprzedaży. W 2011 roku centrum handlowe zostało poszerzone o Park Handlowy Twierdza II, w którego skład weszły: MediaExpert, JYSK, Marks&Spencer, Centrum Chińskie Hua Sheng, Komfort, Martes Sport, Biedronka, Get-Fit Fitness, kino Cinema 3D, Sphinx oraz Wook. W pobliżu otwarto także restaurację KFC, McDonald’s oraz dyskont Lidl.

## Infrastruktura

### Transport

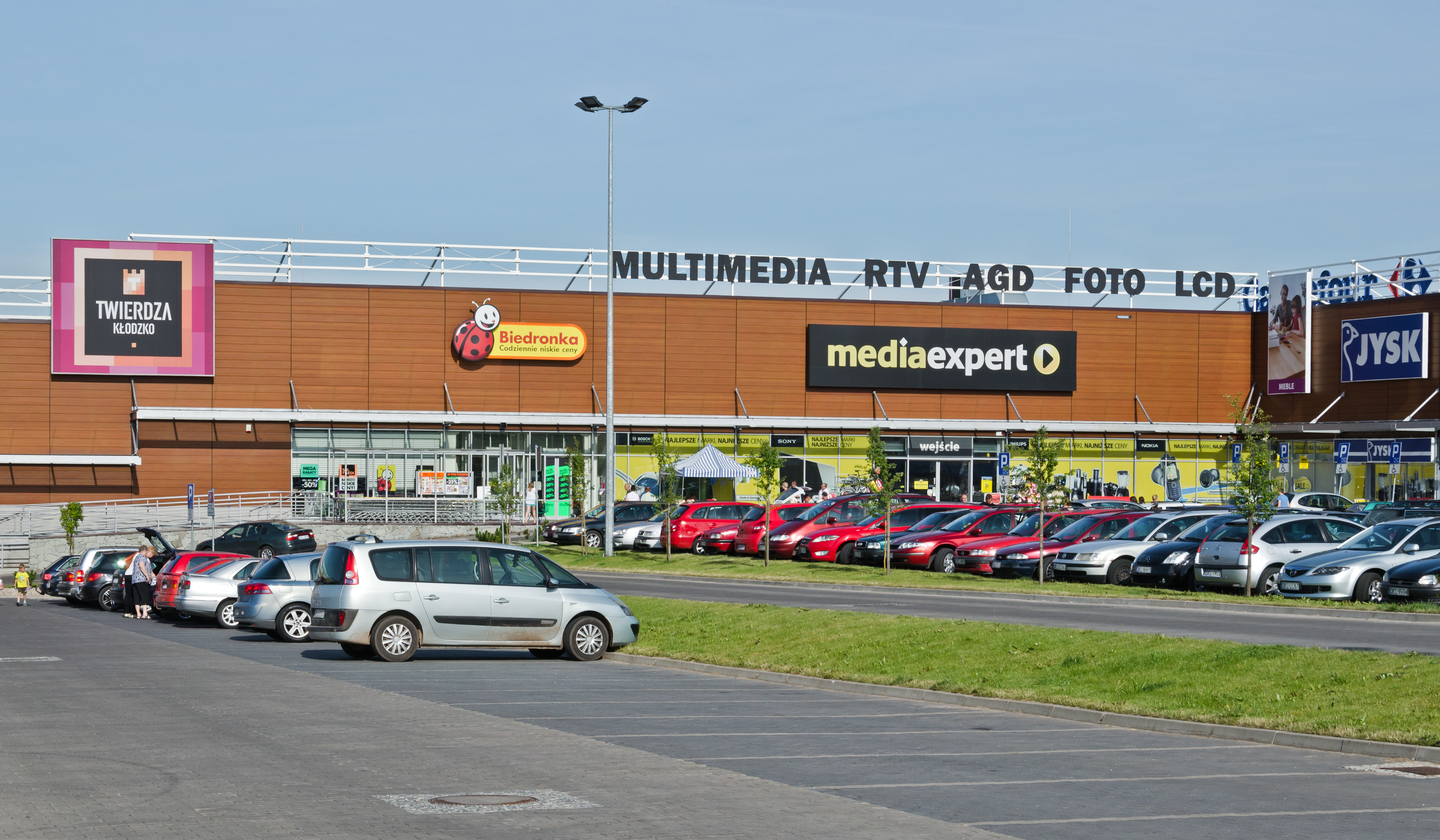
Widok ogólny na CH Galeria Twierdza Kłodzka

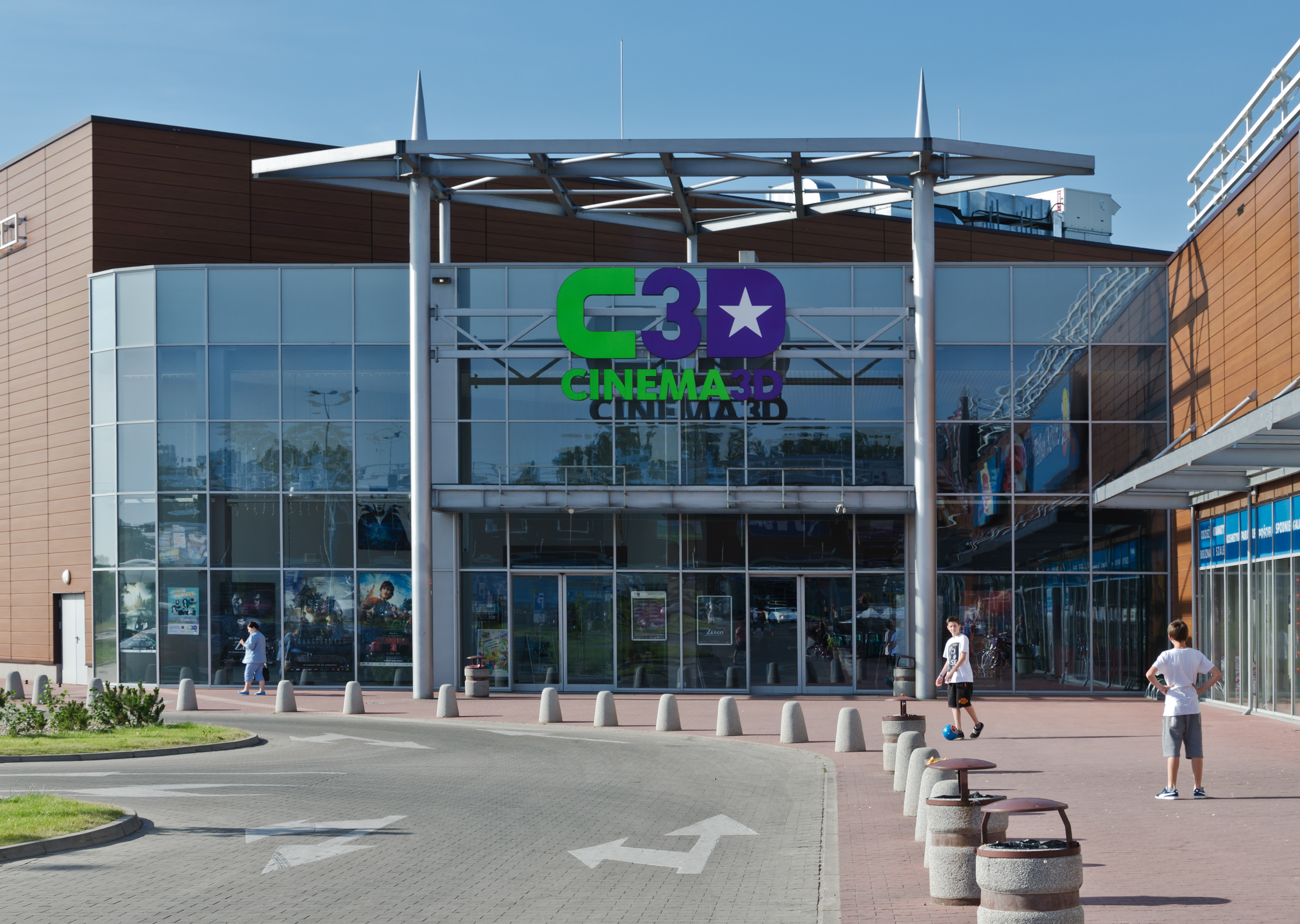
Cinema 3D w kompleksie CH Galeria Twierdza Kłodzka

Przez środek Ustronia Dolnego przechodzi niezwykle ruchliwa trasa europejska nr 8 (E67) z Kudowy-Zdroju do przejścia granicznego z Litwą w Budzisku. Bezpośrednio nad centrum osady znajduje się długi wiadukt drogowy, który w pewnym stopniu rozciął pierwotny układ osadniczy Ustronia. Z kolei przez północno-zachodnią granicę dzielnicy przechodzi również ruchliwa droga wojewódzka nr 381 z Wałbrzycha do Kłodzka. Główną oś komunikacyjną Ustronia stanowi ulica Półwiejska, mająca status drogi powiatowej o nr 3226D. Prowadzi ona z Kłodzka do Wojborza.

### Komunikacja
Komunikacje miejską na terenie Ustronia obsługuje prywatna firma A-Vista. Na terenie dzielnicy znajduje się jeden przystanek autobusowy: Kłodzko, Ustronie. Odjeżdżają z niego busy obsługujące aktualnie jedyną podmiejską linię tego przewoźnika w relacji: Kłodzko/pl. Jedności/Dworzec Autobusowy – Łączna. Trasa tej linii łączy Kłodzko z miejscowościami położonymi w północnej części gminy wiejskiej – Ścinawica, Młynów, Wojbórz, Wilcza i Łączna.

### Bezpieczeństwo
W zakresie ochrony przeciwpożarowej oraz innych miejscowych zagrożeń – Ustronie podlega rejonowi działania Powiatowej Straży Pożarnej, mieszczącej się przy ul. Traugutta 7 oraz Komendy Powiatowej Policji w Kłodzku, która ma tutaj swoją główną siedzibę przy pl. Chopina 2.
Na terenie Ustronia jedyna apteka znajduje w Centrum Handlowym Galeria Twierdza Kłodzko. Jest to „Apteka Bliska” przy ul. Noworudzkiej 2.